# Canton de Vitry-le-François-Est
Le canton de Vitry-le-François-Est est un ancien canton français situé dans le département de la Marne et la région Champagne-Ardenne. Il disparaît en 2015 au profit du canton de Sermaize-les-Bains.

## Ancien canton de Vitry-le-François (1833 à 1973)

### Conseillers généraux
| Période | Période      | Identité                                     | Étiquette              | Qualité |
| ------- | ------------ | -------------------------------------------- | ---------------------- | --- |
| 1833    | 1836         | Charles François Lenoble Châtaux (1789-1853) |                        | Juge suppléant au Tribunal civil, adjoint au maire de Vitry-le-François                                                    |
| 1836    | 1842 (décès) | Paul Lefebvre (1768-1842)                    |                        | Propriétaire, maire de Norrois puis conseiller municipal de Vitry-sur-Marne Membre de la Chambre des représentants en 1815 |
| 1842    | 1848         | Charles François Lenoble Châtaux             | Majorité ministérielle | Député (1842-1848) |
| 1848    | 1852         | Jean Bertrand                                | Droite                 | Avocat, maire de Vitry-le-François Représentant du peuple (1848-1851)                                                      |
| 1852    | 1871         | Joseph Cosquin (1809-1874)                   |                        | Notaire, maire de Vitry-le-François (1852-1870), conseiller d'arrondissement                                               |
| 1871    | 1880         | Charles Laffrique                            | Républicain            | Notaire, maire de Vitry-le-François (1871-1875)                                                                            |
| 1880    | 1886         | Paul Guyot                                   | Républicain            | Receveur à l'enregistrement Député (1881-1889)                                                                             |
| 1886    | 1898         | Gustave Maurice                              | Républicain            | Propriétaire à Pringy élu à l'âge de 28 ans                                                                                |
| 1898    | 1910         | Emile Gérard-Flot                            | Rad.                   | Propriétaire à Songy, conseiller d'arrondissement                                                                          |
| 1910    | 1928         | Edmond Barchat                               | Rad.                   | Maire de Vitry-le-François (1919-1925)                                                                                     |
| 1928    | 1940         | Armand Heurlaut                              | Rad.                   | Propriétaire à Vitry-le-François, conseiller d'arrondissement                                                              |
|         |              |                                              |                        | |
| 1943    | 1945         | Baron Hugues de Klopstein (1881-1967)        |                        | Fabricant de chaux et ciment Maire de Soulanges Nommé conseiller départemental en 1943                                     |
|         |              |                                              |                        | |
| 1945    | 1955         | Hippolyte Tramet                             | Rad.                   | Directeur du syndicat agricole Maire de Vitry-le-François (1945-1953)                                                      |
| 1955    | 1967         | Marc Lamort de Gail (1908-2009)              | Rad. puis CD           | Industriel, ingénieur des Arts et Manufactures, Vitry-le-François                                                          |
| 1967    | 1973         | Jean Bernard                                 | UDR                    | Vétérinaire Maire de Vitry-le-François (1971-1989) Elu en 1973 dans le Canton de Vitry-le-François-Ouest                   |

### Conseillers d'arrondissement (de 1833 à 1940)
Le canton de Vitry avait deux conseillers d'arrondissement.
| Période                                  | Période | Identité                                              | Étiquette   | Qualité |
| ---------------------------------------- | ------- | ----------------------------------------------------- | ----------- | --- |
| 1833                                     | 1842    | Paul Alexandre Bertrand-Boulloche                     |             | Négociant à Vitry-sur-Marne                                                                                 |
| 1833                                     | 1845    | Nicolas François Joseph Duchesne de Courcy            |             | Propriétaire à Couvrot                                                                                      |
| 1842                                     | 1855    | M. Périnet                                            |             | Juge suppléant à Vitry-sur-Marne                                                                            |
| 1845                                     | 1848    | Augustin Eugène Leblanc Bugnot Duplessis (du Plessis) |             | Officier de cavalerie, maire d'Orconte                                                                      |
| 1848                                     | 1852    | Joseph Auguste Cosquin                                |             | Notaire, adjoint au maire de Vitry-le-François                                                              |
| 1852                                     |         | Odile Chevillon (1816-1865)                           |             | Médecin, propriétaire à Vitry-le-François                                                                   |
|                                          |         |                                                       |             | |
| 1892                                     | 1898    | Emile Gérard-Flot                                     | Républicain | Cultivateur à Songy                                                                                         |
| 1892                                     |         | Ernest Leblanc-Bigerel                                |             | Président du Conseil d'arrondissement                                                                       |
|                                          |         |                                                       |             | |
| 1919                                     | 1928    | Armand Heurlaut                                       | Rad.        | Propriétaire à Vitry-le-François                                                                            |
| 1919                                     | 1931    | M. Mougin                                             | Rad.        | |
| 1931                                     | 1940    | Arthur Lonclas                                        | Rad.        | Cultivateur à Lisse                                                                                         |
| 1931                                     | 1940    | Lucien Prud'homme (1882-1963)                         | SFIO        | Instituteur, conseiller municipal de Vitry-le-François, maire à partir de 1935                              |
| 1940                                     |         |                                                       |             | Les conseils d'arrondissement ont été suspendus par la loi du 12 octobre 1940 et n'ont jamais été réactivés |
| Les données manquantes sont à compléter. |         |                                                       |             | |

### Conseillers généraux du canton de Vitry-le-François Est (1973 à 2015)
| Période | Période | Identité           | Étiquette | Qualité                                                                                |
| ------- | ------- | ------------------ | --------- | -------------------------------------------------------------------------------------- |
| 1973    | 1976    | Charles Baudoin    | UDR       | Assureur à Vitry-le-François                                                           |
| 1976    | 2008    | Jean-Marc Teissier | PS        | Professeur, maire de Bignicourt-sur-Marne                                              |
| 2008    | 2015    | Mariane Dorémus    | PS        | Enseignante, adjointe au Maire de Vitry-le-François, conseillère régionale (2004-2008) |

## Composition
Le canton de Vitry-le-François-Est se composait d’une fraction de la commune de Vitry-le-François et de quinze autres communes. Il compte 12 575 habitants (population municipale) au 1er janvier 2012.
| Nom                           | Code Insee | Intercommunalité                      | Population (dernière pop. légale)              |
| ----------------------------- | ---------- | ------------------------------------- | ---------------------------------------------- |
| Vitry-le-François (chef-lieu) | 51649      | CC Vitry, Champagne et Der            | Fraction : 3 912(2012) Commune : 13 144 (2014) |
| Ablancourt                    | 51001      | CC Vitry, Champagne et Der            | 151 (2014)                                     |
| Aulnay-l'Aître                | 51022      | CC Vitry, Champagne et Der            | 148 (2014)                                     |
| Bignicourt-sur-Marne          | 51059      | CC Vitry, Champagne et Der            | 354 (2014)                                     |
| La Chaussée-sur-Marne         | 51141      | CC Vitry, Champagne et Der            | 827 (2014)                                     |
| Couvrot                       | 51195      | CC Vitry, Champagne et Der            | 885 (2014)                                     |
| Frignicourt                   | 51262      | CC Vitry, Champagne et Der            | 1 858 (2014)                                   |
| Lisse-en-Champagne            | 51325      | CC Côtes de Champagne et Val de Saulx | 124 (2014)                                     |
| Luxémont-et-Villotte          | 51334      | CC Perthois-Bocage et Der             | 424 (2014)                                     |
| Marolles                      | 51352      | CC Vitry, Champagne et Der            | 907 (2014)                                     |
| Merlaut                       | 51363      | CC Côtes de Champagne et Val de Saulx | 245 (2014)                                     |
| Saint-Amand-sur-Fion          | 51472      | CC Côtes de Champagne et Val de Saulx | 1 060 (2014)                                   |
| Saint-Lumier-en-Champagne     | 51496      | CC Côtes de Champagne et Val de Saulx | 264 (2014)                                     |
| Saint-Quentin-les-Marais      | 51510      | CC Côtes de Champagne et Val de Saulx | 135 (2014)                                     |
| Soulanges                     | 51557      | CC Vitry, Champagne et Der            | 493 (2014)                                     |
| Vitry-en-Perthois             | 51647      | CC Côtes de Champagne et Val de Saulx | 878 (2014)                                     |

## Démographie
| 1962 | 1968 | 1975 | 1982 | 1990 | 1999 | 2009 |
| ---- | ---- | ---- | ---- | ---- | ---- | ---- |
| -    | -    | -    | -    | -    | -    | -    |